# Leo Leuppi
Leo Leuppi (* 28. Juni 1893 in Zürich; † 24. August 1972 ebenda) war ein Schweizer Maler, Grafiker, Plastiker und Vertreter der Zürcher Schule der Konkreten. Er war Gründer der avantgardistischen Künstlervereinigungen Groupe Suisse Abstraction et Surréalisme und allianz.

## Leben
Leo Leuppi kam als Sohn einer kinderreichen Bauernfamilie in Zürich zur Welt. Von 1910 bis 1914 besuchte er die Fachklasse für graphische Kunst an der Kunstgewerbeschule Zürich. Seine künstlerische Bildung holte er sich auch bei Museumsbesuche  wie dem Völkerkundemuseums Berlin oder dem Britischen Museum in London. Ende des Ersten Weltkriegs kam er mit der Zürcher Dada-Bewegung in Berührung und freundete sich mit Jean Arp an. 
1934 gründete er die Groupe Suisse Abstraction et Surréalisme, um den modernen Kunstrichtungen bei kulturellen Institutionen und Künstlerverbänden zum Durchbruch zu verhelfen. 1936 konnte er erstmals die Künstler seiner Groupe Suisse in der Ausstellung Zeitprobleme in der Schweizer Malerei und Plastik einer grösseren Öffentlichkeit vorstellen. Im Jahr darauf rief er zusammen mit Richard Paul Lohse die allianz ins Leben, eine Vereinigung moderner Schweizer Künstler. Mit der von ihm 1938 organisierten allianz-Ausstellung Neue Kunst in der Schweiz in der Kunsthalle Basel setzte er einen Markstein schweizerischer Avantgarde-Kunst. Weitere allianz-Ausstellungen folgten im Kunsthaus Zürich 1942, in St. Gallen 1947, im Kunsthaus zum 10-jährigen allianz-Jubiläum. 1954 fand die letzte allianz-Ausstellung im Helmhaus Zürich statt. Im gleichen Jahr trat Leuppi als Präsident der allianz zurück. 
Von 1959 bis 1960 war er Lehrer für experimentelles Gestalten in der Modeklasse der Kunstgewerbeschule Zürich. 1963 gab er sein Atelier an der Mühlebachstrasse in Zürich auf und übersiedelte ins Krankenheim Bombach, Zürich-Höngg.

## Werk
Als Gründer, Organisator und Präsident der allianz gehörte Leuppi zu den wichtigsten Vorkämpfern für die moderne Kunst in der Schweiz. Seine Fähigkeit einer Künstlergruppe vorzustehen, in der sich Vertreter gegensätzlicher Kunstrichtungen wie Konstruktivismus, konkrete Kunst und Surrealismus zusammenschlossen, spiegelte sich auch in seinem Werk wider, in dem er undogmatisch konstruktive Stilprinzipien mit surrealistischen Momenten verband.
Der Kubismus eines Pablo Picasso, Georges Braque und Juan Gris führte Leuppi zur Abstraktion. Von 1937 bis 1947 zeichneten sich seine Werke durch einen konstruktiven Charakter aus, wobei er sich von Max Bill, Sophie Taeuber-Arp, Walter Bodmer und Jean Arp inspirieren liess.
Bekannt sind seine Werke im öffentlichen Raum wie die Eisenplastik an der Fassade des Migros-Gebäudes Thun (1955), das Wandmosaik im Schulhaus Kolbenacker in Zürich (1955–1957) und das Wandbild in der Eingangshalle der Alterssiedlung Gsteigstrasse in Zürich-Höngg (1956–1957).